# Felis lunensis
Felis lunensis és una espècie extinta de fèlid de la subfamília dels felins (Felinae).

## Evolució i taxonomia
Fa aproximadament 12 milions d'anys va aparèixer el gènere Felis i, finalment, va donar lloc a molts dels petits gats moderns. Felis lunensis va ser una de les primeres espècies modernes de Felis, que va aparèixer fa uns 2,5 milions d'anys al Pliocè. S'han recuperat exemplars fòssils de F. lunensis a Itàlia i Hongria. Les proves fòssils suggereixen que el gat salvatge europeu modern Felis silvestris podria haver evolucionat a partir de F. lunensis durant el Pleistocè mitjà. Això ha provocat que F. lunensis ocasionalment es consideri una subespècie de Felis silvestris.
La primera descripció de Felis lunensis va ser per part d'Ugolino Martelli el 1906 era una mandíbula excavada en jaciments pliocens propers a Olivola a la Toscana. L'espècimen holotip es conserva ara a la col·lecció de la Universitat de Florència a Itàlia.